# Việt Cường, Yên Mỹ
Việt Cường là một xã thuộc huyện Yên Mỹ, tỉnh Hưng Yên, Việt Nam.

## Địa lý
Xã Việt Cường có vị trí địa lý:
- Phía đông giáp xã Minh Châu
- Phía tây giáp xã Đồng Than
- Phía nam giáp xã Yên Phú
- Phía bắc giáp xã Thanh Long.

Xã Việt Cường có diện tích 2,62 km², dân số năm 2019 là 4.159 người, mật độ dân số đạt 1.587 người/km².

## Lịch sử
Trước đây, xã Việt Cường thuộc huyện Châu Giang cũ.
Ngày 24 tháng 7 năm 1999, Chính phủ ban hành Nghị định 60/1999/NĐ-CP về việc chuyển Việt Cường thuộc huyện Châu Giang cũ về huyện Yên Mỹ mới tái lập quản lý.